# 700 Sundays (película)
700 Sundays es una película de concierto de comedia stand-up de 2014, también conocida como Billy Crystal: 700 Sundays, dirigida por Des McAnuff y protagonizada por Billy Crystal. Está badada en el libro de Crystal 700 Sundays y en el espectáculo en solitario de Broadway de 2005 por el que Crystal ganó un premio Special Tony. En 2013, se realizaron 54 funciones en el Teatro Imperial. HBO filmó las actuaciones del 3 al 4 de enero de 2014, 700 Sundays debutó en la red el 19 de abril de 2014. El especial recibió tres nominaciones a los premios Primetime Emmy.

## Elenco
El especial es un espectáculo filmado de un solo hombre protagonizado por Billy Crystal .

## Resumen
La base del programa del título se refiere a la cantidad de domingos compartidos por Billy y su padre, Jack Crystal, quien murió cuando Billy tenía 15 años. En el programa, Crystal habla sobre su primera infancia viviendo en Brooklyn y las relaciones que tuvo con sus padres y parientes judíos ancianos. Su padre era dueño del sello discográfico Commodore Records, que producía la música de leyendas del jazz como Billie Holiday, Louis Armstrong y Hot Lips Page.

## Producción
Crystal presentó esto en Broadway en el Teatro Imperial y fue filmado por HBO. El espectáculo se presentó en Broadway en 2005 y le valió a Crystal un premio Special Tony.

## Lanzamiento
El especial fue lanzado en HBO el 19 de abril de 2014.

## Premios y nominaciones
| Año  | Categoría                        | Trabajo nominado                                  | Resultado                  | Ref. |
| ---- | -------------------------------- | ------------------------------------------------- | -------------------------- | ---- |
| 2014 | Primetime Emmy Awards            | Outstanding Variety Special                       | Billy Crystal: 700 Sundays |      |
| 2014 | Primetime Emmy Awards            | Outstanding Writing for a Variety Special         | Billy Crystal: 700 Sundays |      |
| 2014 | Primetime Emmy Awards            | Outstanding Picture Editing for a Variety Special | Billy Crystal: 700 Sundays |      |
| 2014 | Directors Guild of America Award | Outstanding Directing for a Variety Special       | Des McAnuff                |      |